# Claudia Moll

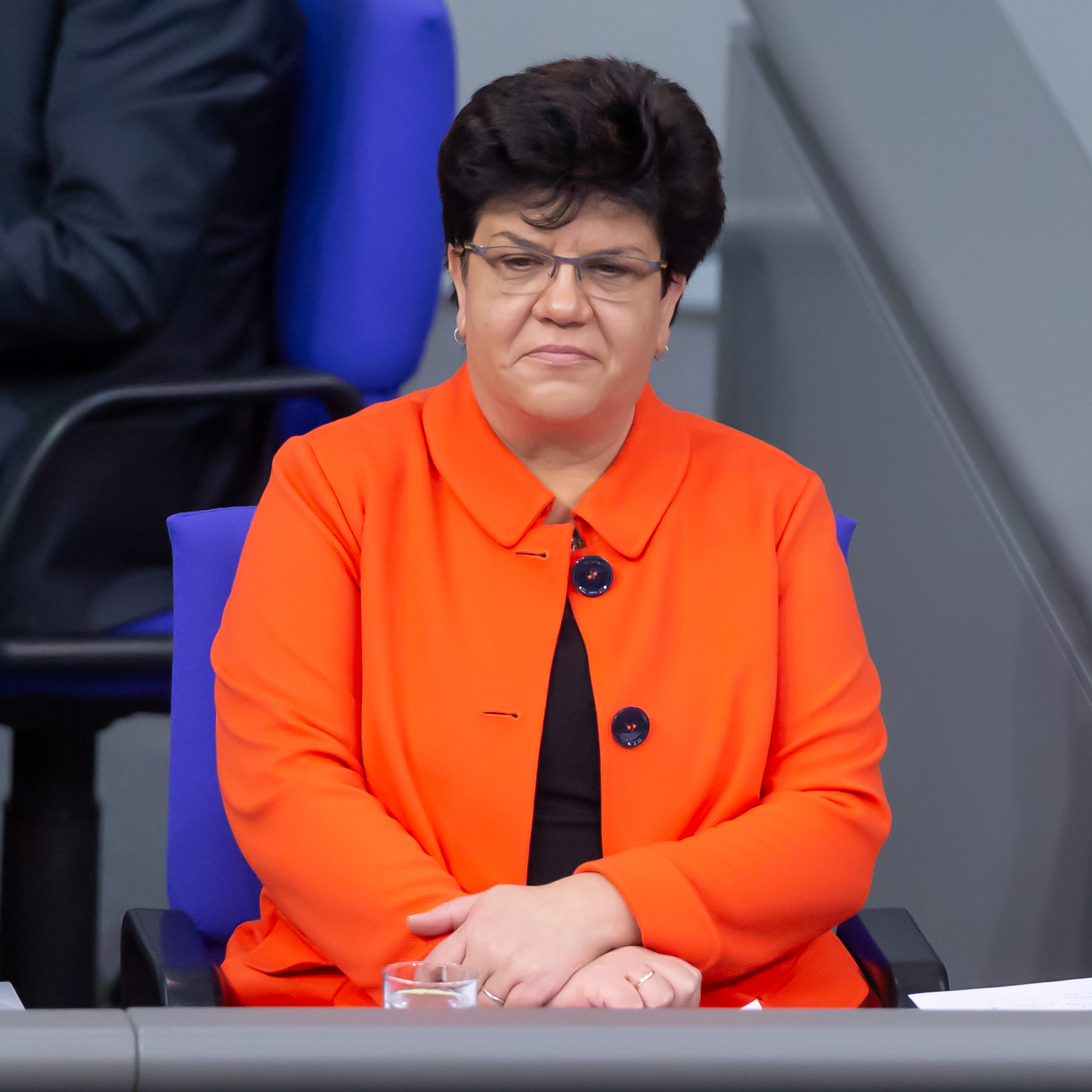
Claudia Moll (2020)

Claudia Moll (* 15. Dezember 1968 in Eschweiler) ist eine deutsche Politikerin (SPD) und Altenpflegerin. Seit 2017 ist sie Mitglied des Deutschen Bundestages, in dem sie von 2017 bis 2025 das Direktmandat des Bundestagswahlkreis Aachen II vertrat. Von 2022 bis 2025 war sie Bevollmächtigte der Bundesregierung für Pflege.

## Privates
Claudia Moll ist das älteste von drei Kindern. Sie ist verheiratet und hat zwei Töchter. Sie ist Altenpflegerin mit Zusatzqualifikation in der Gerontopsychiatrie und arbeitete bis zu ihrer Wahl in den Deutschen Bundestag bei der Caritas. Claudia Moll ist römisch-katholisch.

## Politik
Seit 2009 ist Claudia Moll Mitglied des Rates der Stadt Eschweiler und Mitglied im Kultur- und Wahlprüfungsausschuss.
Innerhalb der SPD engagiert sie sich seit 2005 in der Arbeitsgemeinschaft sozialdemokratischer Frauen Eschweiler (AsF) und ist seit 2013 deren Vorsitzende. Darüber hinaus übernahm sie im gleichen Jahr den stellvertretenden Vorsitz der Arbeitsgemeinschaft für Arbeit Eschweiler (AfA). Seit 2013 ist Moll tätig in ihrem Heimatortsverein Eschweiler Dürwiß/Neu-Lohn, seit 2016 ist sie stellvertretende Vorsitzende des SPD-Stadtverbandes von Eschweiler.
Bei der Bundestagswahl 2017 kandidierte Moll im Bundestagswahlkreis Aachen II und setzte sich gegen den bisherigen Mandatsinhaber Helmut Brandt (CDU) mit 36,89 % gegen 36,46 % durch. Im 19. Deutschen Bundestag war sie daraufhin ordentliches Mitglied im Ausschuss für Gesundheit sowie im Unterausschuss Globale Gesundheit. Zudem gehörte sie als stellvertretendes Mitglied dem Ausschuss für Familie, Senioren, Frauen und Jugend sowie dem Ausschuss für Tourismus an und war eine von 62 Schriftführern.
Bei der Bundestagswahl 2021 konnte sie ihr Direktmandat verteidigen. Am 12. Januar 2022 wurde sie auf Vorschlag von Bundesgesundheitsminister Karl Lauterbach zur Bevollmächtigten der Bundesregierung für Pflege ernannt. Dieses Amt hatte sie bis zum 28. Mai 2025 inne.
Im Zuge der Bundestagswahl 2025 konnte sie ihr Direktmandat nicht verteidigen und unterlag Catarina dos Santos-Wintz (CDU). Sie konnte aber über die Landesliste erneut in den Bundestag einziehen.